# Quella dei sogni miei/Stasera sono solo
Quella dei sogni miei/Stasera sono solo è il terzo singolo dei Delfini, pubblicato in Italia nel 1965 dalla CDB.

## Tracce
1. Quella dei sogni miei – 3:06 (Ettore Ballotta, Renzo Levi Minzi, Sergio Magri)
2. Stasera sono solo – 2:44 (Ettore Ballotta, Renzo Levi Minzi, Sergio Magri)

Durata totale: 5:50